# Diocesi di Tharros

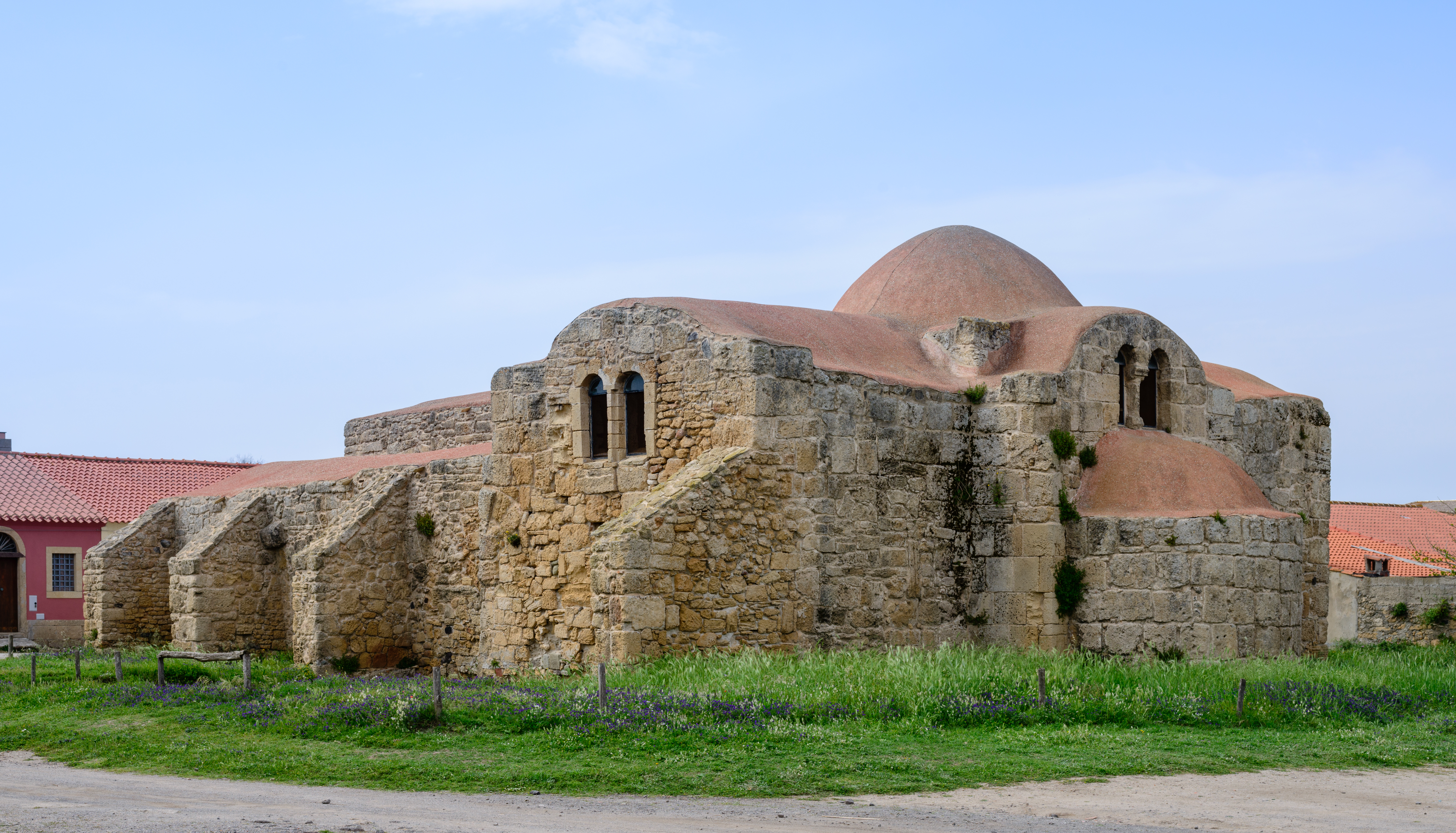
La chiesa di San Giovanni di Sinis, edificata in epoca bizantina.

La diocesi di Tharros (in latino Dioecesis Tharrensis) è una sede soppressa e sede titolare della Chiesa cattolica.

## Storia
Tharros è un sito archeologico della provincia di Oristano, situato nel comune di Cabras, in Sardegna; la città si trova nella propaggine sud della penisola del Sinis, che termina con il promontorio di capo San Marco.
Le prime testimonianze di una presenza cristiana a Tharros risalgono al IV-V secolo, e sono attribuite a due epigrafi scoperte nel 1879, dove si fa riferimento a due cristiani di nome Beneria e Karissimus, e ad una terza epigrafe, scoperta nel 2009, dove si ricorda un defunto deposto all'interno di un sepolcro. Secondo alcuni autori, il Iohannes Tharsensis, ritenuta corruzione di Tharrensis,  documentato in una lettera di Fulgenzio di Ruspe all'inizio del VI secolo, potrebbe essere stato vescovo di Tharros; si tratterebbe così del primo vescovo documentato della città sarda. La diocesi potrebbe essere stata eretta proprio al tempo di san Fulgenzio, forse per dismembramento dalla più antica diocesi di Senafer-Cornus.
In una lettera indirizzata da Gregorio Magno al metropolita di Cagliari, Ianuarius, sono menzionati tutti i vescovi dell'isola senza però riferimento alla sede di appartenenza; è presumibile che uno fra Felice, Vincenzo, Mariniano, Libertino, Agatone e Vittore sia stato vescovo di Tharros. La sede episcopale è ancora menzionata, ma con il nome di Sinis, nella Descriptio orbis romani di Giorgio di Cipro nell'VIII secolo.
Gli scavi e le ricerche archeologiche hanno portato alla luce due siti legati alla presenza cristiana. Il primo nucleo è inserito all'interno delle Terme 1, nel quale appaiono le evidenze della probabile cattedra episcopale e di un battistero; un secondo nucleo ospita i resti di un edificio di culto con abside, forse identificabile con la ecclesia Sancti Marci documentata nel XII secolo. Fuori dalle mura cittadine è posta la chiesa di San Giovanni di Sinis, edificata in epoca bizantina, e attorno alla quale si raggruppò l'ultimo abitato di Tharros prima del suo abbandono.
Nel corso dell'XI secolo, il vescovo di Sinis-Tharros fu elevato dal Papa al rango di metropolita, avendo come diocesi suffraganee le sedi di Santa Giusta, Terralba e Uselli. La ragione di questa promozione va forse ricercata nell'intento di salvaguardare il prestigio e la dignità religiosa del vescovo dalla concorrenza dell'autorità del "Giudice" di Arborea, che aveva stabilito la sua capitale nella città di Tharros.
La città di Tharros venne abbandonata definitivamente nell'XI secolo e la sua popolazione si spostò ad Oristano; anche la sede vescovile venne traslata nella nuova città attorno al 1070.
Dal 1970 Tharros è una sede vescovile titolare della Chiesa cattolica; dal 26 maggio 2020 il vescovo titolare è László Kerekes, vescovo ausiliare di Alba Iulia.

## Cronotassi dei vescovi
- Giovanni † (inizio del VI secolo)

## Cronotassi dei vescovi titolari
- Josip Uhač † (23 giugno 1970 - 18 gennaio 1998 deceduto)
- Antal Spányi (13 febbraio 1998 - 4 aprile 2003 nominato vescovo di Székesfehérvár)
- Wenceslao Selga Padilla, C.I.C.M. † (2 agosto 2003 - 25 settembre 2018 deceduto)
- László Kerekes, dal 26 maggio 2020